# Lewis Beaumont
Lewis Anthony Beaumont (Parigi, 19 maggio 1847 – Cuckfield, 20 giugno 1922) è stato un ammiraglio britannico, distintosi anche come esploratore polare tra il 1875 e il 1876, nel corso della spedizione artica condotta da George Nares. Fu direttore della Naval Intelligence Division (1895-1899), comandante della Stazione navale del Pacifico (1899-1900) e di quella dell'Australia (1900-1903).

## Biografia

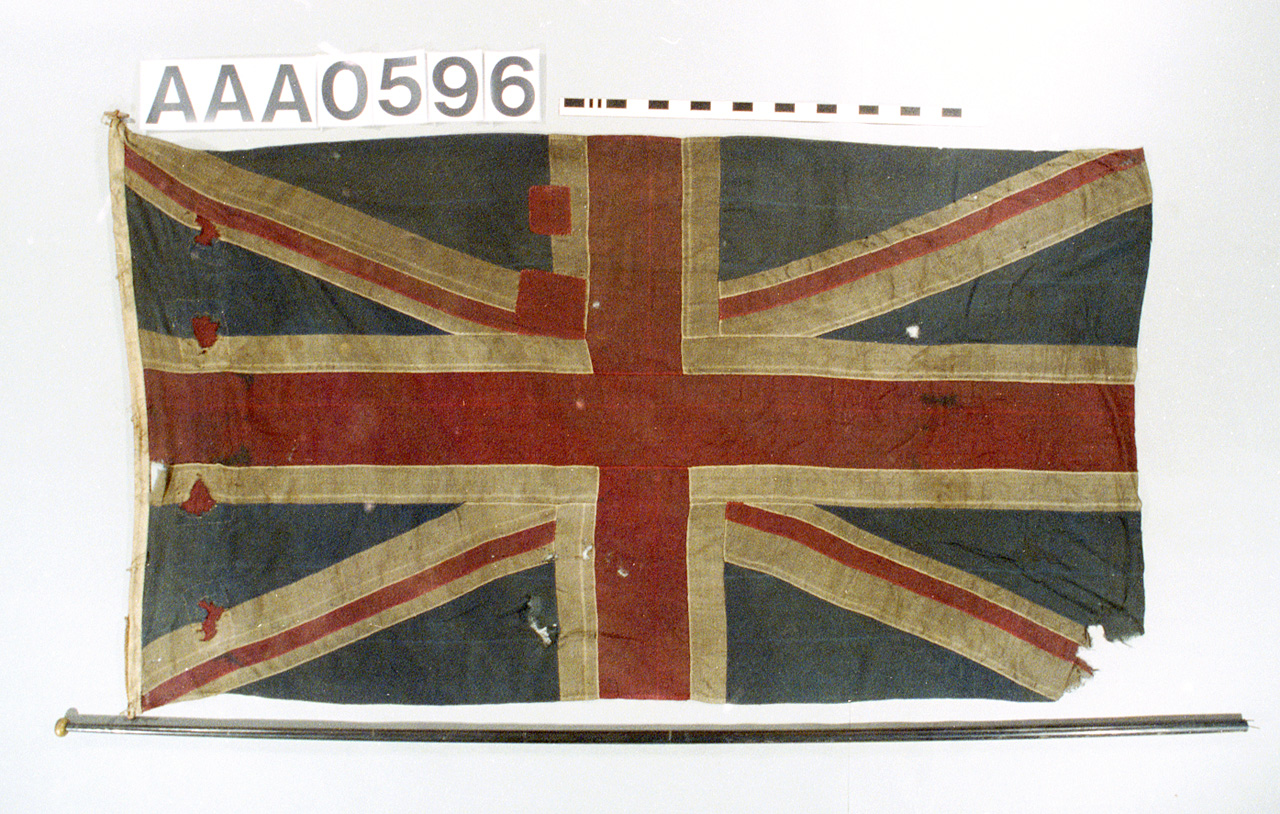
Bandiara britannica lasciata in deposito a Repulse Harbour dall'allora Lieutenant Lewis Beaumont durante la British Arctic Expedition condotta dal captain Nares.

Nacque a Parigi il 19 maggio 1847. Nel 1860 si arruolò nella Royal Navy imbarcandosi sulla nave scuola Britannia, venendo promosso tenente il 23 agosto 1867. Fu impegnato in operazioni in Malesia nel 1875. Tra il 1875 e il 1876 prese parte alla spedizione artica britannica guidata da George Nares sulla Discovery, un tentativo di raggiungere il Polo Nord ed esplorare la costa nord-occidentale della Groenlandia. Beaumont guidò una squadra di slitte trainate da cani che raggiunse il fiordo di Sherard Osborn nel maggio 1876 e lasciò un cairn a Repulse Harbour. Fu promosso comandante il 3 settembre 1876.
Promosso captain il 30 giugno 1882, e parlando fluentemente la lingua francese, fu addetto navale in varie capitali d'Europa, ricoprendo anche un incarico nel comitato del War Office per le piccole armi e le munizioni.  Nell'agosto 1884, come aiutante di campo, seguì il Primo lord del mare, Lord Nortbrook in una speciale missione in Egitto. Il 5 luglio 1887, fu accusato di aver fatto arenare la corvetta Canada nel porto di Mantangas, a Cuba. Tuttavia, si riscattò nel settembre 1888 quando l'Ammiragliato lo ringraziò per aver garantito la sicurezza del presidente di Haiti e della sua famiglia durante i disordini. Il 10 dicembre 1889 fu nominato membro del Comitato per considerare i limiti operativi delle stazioni all'estero.  Comandò l'incrociatore corazzato Narcissus nel corso delle grandi manovre annuali del 1890. La sua nave faceva parte della flotta numero 1 che ricopriva il ruolo della Royal Navy nel respingere gli attacchi sulle rotte commerciali britanniche.
Nel 1893 assunse il comando della base navale HMS Excellent, sita vicino a Portsmouth, nel 1893, prima di diventare Direttore della Naval Intelligence Division nel 1895. Nel 1895 fu nominato aiutante di campo della Regina Vittoria. Fu promosso al grado di contrammiraglio il 23 agosto 1897, vice di Albert Hastings Markham.
Il 2 giugno 1899 divenne comandante in capo della stazione navale del Pacifico, alzando la sua insegna sulla Warspite, e curò un'edizione riveduta e corretta dell'Alton's Seamanships. Divenne anche Fellow della Royal Geographical Society.
Il 1 ottobre 1900 fu nominato comandante in capo della stazione dell'Australia. Durante il suo soggiorno in Australia, ebbe come nave ammiraglia la HMS Royal Arthur e fu nominato cavaliere commendatore dell'Ordine di San Michele e San Giorgio (KCMG) in occasione della visita in Australia del duca e della duchessa di Cornovaglia e York (in seguito re Giorgio V e la regina Mary di Teck). Fu promosso vice ammiraglio il 9 settembre 1902, e lasciò l'Australia nel gennaio 1903 tornando nel Regno Unito via Nuova Zelanda e Stati Uniti d'America. Al suo ritorno, assunse la carica di Comandante in Capo della stazione navale di Plymouth, ricoprendo tale incarico fino al 1908. Nel 1904-1905 fu membro della Commissione internazionale creata per indagare Incidente di Dogger Bank (la commissione comprendeva il viceammiraglio Fëdor Vasil'evič Dubasov (dalla Russia), il viceammiraglio Ernest Fournier (dalla Francia, eletto presidente della commissione), il contrammiraglio Charles H. Davis Jr. (dagli USA), l'ammiraglio Hermann von Spaun. (dall'Austria-Ungheria). Le riunioni della commissione si svolsero a Parigi dal 9 gennaio al 25 febbraio 1905.
Fu Primo e Principale Aiutante di Campo Navale del Re Giorgio V nel 1911. Si ritirò a vita privata il 19 maggio 1912 e si spense a Cuckfield il 20 giugno 1922.

### Fonti
1. 1 2 3 4 5 6 7 8 9  Trove.
2. 1 2 3 4 5 6 7 8 9 10 11 12 13 14 15  Dreadnought Project.
3. ↑  Clowes 1903, p. 566.
4. ↑  Clowes 1903, p. 567.
5. ↑  Clowes 1903, p. 6.
6. ↑  Clowes 1903, p. 88.
7. ↑  Clowes 1903, p. 90.
8. ↑  (EN) The London Gazette (PDF), n. 27338, 26 July 1901.
9. ↑  (EN) The London Gazette (PDF), n. 27473, 12 September 1902.
10. ↑   Naval & Military intelligence, in The Times, n. 36980, 17 January 1903,  p. 9.
11. ↑  (EN) Principle Aide-de-Camp, London, in The Adelaide Advertiser, 8 February 1911,  p. 11. Ospitato su Trove.
12. ↑   Death of Admiral Beaumont, in Evening Post, CIII, n. 144, 21 June 1922,  p. 8. Ospitato su Papers Past.